# Hydrophis donaldi
Hydrophis donaldi is een zeeslang van het geslacht roerstaartzeeslangen (Hydrophis). De zeeslang werd ontdekt in de Golf van Carpentaria in het noorden van Australië door een team van de Universiteit van Queensland.

## Naamgeving
De diersoort werd voor het eerst beschreven in 2012 door Kanishka D. B. Ukuwela, Kate Laura Sanders en Bryan G. Fry. De soortaanduiding donaldi eert David Donald, kapitein van Bryan G. Fry, een van de beschrijvers van de soort.

## Uiterlijke kenmerken
De slang bereikt een lichaamslengte tot ongeveer 88 centimeter. De lichaamskleur is geelbruin met 47 tot 56 donkere dwarsbanden. De kop is moeilijk  te onderscheiden van het lichaam door het ontbreken van een duidelijke insnoering. De slang heeft 33 tot 35 rijen schubben in de lengte op het midden van het lichaam. De dorsale schubben hebben een puntig midden. De slang bezit 246 tot 288 schubben aan de buikzijde.
De zeeslang heeft ruwe, stevige, stekelachtige schubben. Veel specimen van de soort werden gevonden op een rotsachtige zeebodem, wat de structuur van de schubben kan verklaren. De lichaamskleur is geelbruin. Hydrophis donaldi is eierlevendbarend, de jongen komen levend ter wereld. De slang kan bijten en is giftig.

## Verspreiding en habitat
De soort komt endemisch voor in delen van Australië in de Golf van Carpentaria langs de kust van Queensland. De habitat bestaat uit ondiepe wateren met een diepte tot tien meter met een bodem bestaande uit leisteen of modder, ook in zeegrasvelden wordt de slang aangetroffen.